# Керрера
Керрера (англ. Kerrera, гэльск. Cearraraо файле) — остров в архипелаге Внутренних Гебридских островов, на западе Шотландии. Расположена на территории округа Аргайл-энд-Бьют. Лежит в 0,5 километрах от города Обан, с которым связан паромной переправой. Население острова составляет 57 человек (2011).

## География
Остров имеет длину около 7 км и ширину около 2 км и отделён от материка проливом Керреры, шириной около 500 метров.

## История
Остров известен разрушенным замком Гилен, построенным в 1582 году.

## Население
По данным переписи населения 2011 года, на острове проживало 57 человек. По данным местных властей, в 2016 году на острове проживало 45 человек, разделённых на две общины — на юге и на севере острова .

## Хозяйство
Основными отраслями на острове являются сельское хозяйство (овцеводство и крупный рогатый скот) и туризм, а также экзотический птичий заповедник. На острове нет асфальтированных дорог и магазинов.